# Borough Park
Borough Park (także Boro Park) – dzielnica (neighborhood) w południowo-zachodniej części Brooklynu, w Nowym Jorku.
Borough Park jest domem dla jednej z największych społeczności żydowskich poza Izraelem i z jednym z największych skupisk Żydów w Stanach Zjednoczonych.
Ponieważ średnia liczba dzieci w rodzinie chasydzkiej i Hareidi wynosi 6,72 osoby, Borough Park przeżywa gwałtowny wzrost. Jest to ekonomicznie zróżnicowany obszar, ze społecznością bardzo bogatą, klasą robotniczą i sporą grupą ludzi biednych, żyjących obok siebie i chodzących do tej samej szkoły i synagogi.
Serce Borough Park znajduje się między ulicami 11. i 18. oraz Aleją 40. i 60. Borough Park jest patrolowany przez 66. posterunek NYPD.